# Carbure et Oseille
Pour plus de détails, voir Fiche technique et Distribution.
Carbure et Oseille (Karbid und Sauerampfer) est une comédie est-allemande réalisée par Frank Beyer, sortie à Noël 1963.

## Synopsis
Après la Seconde Guerre mondiale, Karl « Kalle » Blücher examine les ruines de l’usine de cigarettes où il travaillait à Dresde. Les autres ouvriers lui disent qu’ils ont besoin de carbure pour remplacer le toit détruit. Ils lui confient la tâche de l’obtenir, car il a un beau-frère à Wittenberge qui travaille dans une entreprise de carbure. De plus, ils sont tous mariés et doivent s’occuper de leur famille, tandis que Karl est célibataire et végétarien, il devrait donc être mieux en mesure de se nourrir en cours de route.
Karl se rend à pied à Wittenberge. Son beau-frère lui donne sept barils de 50 kilogrammes (110 lb), mais ne peut pas l’aider à les transporter. Son retour à Dresde se transforme en une longue série d’incidents comiques. Tout d’abord, une belle veuve de guerre nommée Karla l’invite à mettre les tonneaux sur son chariot et l’emmène sur une courte distance jusqu’à sa ferme, où il passe la nuit et ils deviennent romantiquement entrelacés. Il promet de revenir vers elle après avoir fait sa livraison.
Ensuite, il fait du stop dans un camion en échange de ses cigarettes. En attendant un autre tour, il chasse des champignons dans la forêt voisine, ignorant que les bois sont toujours minés jusqu’à ce qu’un vieil homme le mette en garde. Un deuxième camion l’emmène plus loin en retour de ses champignons cuits.
Trouvant une grange apparemment vide, il fait une sieste dans le grenier. Les soldats soviétiques le trouvent (ainsi qu’une cache cachée de nourriture nazie), alors ils l’emmènent chez leur commandant. Le commandant compatissant croit à son histoire et le laisse partir, mais lui dit qu’il a besoin de permis de Dresde et de Potsdam pour transporter des matières premières entre les régions. Au lieu de cela, Karl convainc le capitaine en charge des approvisionnements de lui donner une autorisation écrite tamponnée et une charrette pour deux barils de carbure. Plus tard, la faim l’emportant sur ses croyances, il décide d’aller pêcher au carbure (qui explose lorsqu’il est mouillé). Le premier tonneau qu’il ouvre contient de la craie, mais le second a du carbure. Cependant, l’explosion a pour conséquence que des troupes soviétiques suspectes l’emmènent à nouveau en détention. De retour, il va vers le même commandant. Cette fois, il échange au capitaine un baril de plus contre un trajet en camion de 30 kilomètres (Karl lui donne celui avec de la craie à l’intérieur). En chemin, ils ramassent d’abord une chanteuse d’âge moyen, puis Karin, une adolescente orpheline en nattes déterminée à aller en Amérique.
Le trio trouve alors un bateau abandonné. Le chanteur, incapable de voler le bateau, part le lendemain matin. Karl rame les tonneaux et la fille (qui ne veut pas aller à Dresde) sur l’Elbe. Lorsque l’une des rames se brise, ils se retrouvent bloqués sur le pilier en béton d’un pont détruit au milieu de la rivière avec deux barils ; Le bateau se détache et dérive avec les deux autres. Karin l’abandonne le lendemain matin. Puis un soldat américain apparaît dans un bateau à moteur. Il est prêt à aider (en échange d’un tonneau), mais il lui est interdit d’aller en territoire contrôlé par les Soviétiques, alors Karl vole son bateau. Plus tard, il accoste et rencontre Clara, une veuve d’âge moyen. Elle lui donne de l’alcool, mais il finit par être trop ivre pour aller au lit avec elle comme elle le souhaite. (L’un de ses employés lui dit qu’il est le 13e homme que Clara a recueilli.) Deux anciens soldats allemands se présentent et sont mis au travail de jardinage. Karl répare de la machinerie dans une scierie. L’un des soldats couche avec Clara. Tôt le lendemain matin, le couple vole les tonneaux de Karl, mais il se réveille à temps pour les chasser.
Il est ensuite emmené par un entrepreneur de pompes funèbres en échange d’un éloge funèbre. En train de faire la sieste dans le cercueil vide, il terrifie un auto-stoppeur lorsqu’il en ressort. À l’enterrement, ils découvrent que le mort a été méprisé lorsque les « pleureuses » s’éclipsent rapidement. Sur un marché noir, il tente d’échanger son transport contre un baril, mais est arrêté. Il s’échappe et est repris ; heureusement, l’homme en charge croit qu’il travaille pour l’occupant soviétique et le laisse partir. Finalement, au bout de six semaines, il rentre à l’usine avec deux barils de carbure. 
Il y trouve des lettres de Karla, emprunte un vélo et retourne à Wittenberge.

## Fiche technique
- Titre original : Karbid und Sauerampfer ou Karbid-Kalle ou Vorsicht - explosiv
- Titre français : Carbure et Oseille[2]
- Réalisateur : Frank Beyer
- Scénario : Hans Oliva-Hagen, Frank Beyer
- Photographie : Günter Marczinkowsky (de)
- Montage : Hildegard Conrad
- Musique : Joachim Werzlau (de)
- Sociétés de production : Deutsche Film AG
- Pays de production :  Allemagne de l'Est
- Langue de tournage : allemand
- Format : Noir et blanc - 1,37:1 - Son mono - 35 mm
- Durée : 77 minutes (1h17)
- Genre : Comédie
- Dates de sortie :
  - Allemagne de l'Est : 27 décembre 1963
  - Hongrie : 12 novembre 1964

## Distribution
- Erwin Geschonneck : Kalle
- Marita Böhme (de) : Karla
- Manja Behrens : Clara
- Margot Busse (de) : Karin
- Rudolf Asmus (de) : le chanteur
- Hans-Dieter Schlegel (de) : l'Américain
- Fred Delmare : le cocher
- Bruno Carstens (de) : le commissaire de police